# آندرس گیمنو
آندرس گیمنو (اسپانیایی: Andrés Gimeno‎؛ زاده ۳ اوت ۱۹۳۷ - درگذشته ۹ اکتبر ۲۰۱۹) یک تنیس‌باز اهل اسپانیا بود.